# Resolució 168 del Consell de Seguretat de les Nacions Unides
La Resolució 168 del Consell de Seguretat de les Nacions Unides, adoptada per unanimitat el 3 de novembre de 1961, després de la mort de Dag Hammarskjöld i que el seu lloc com a Secretari General encara no havia estat ocupat, el Consell va recomanar que l'ambaixador birmà U Thant fos nomenat com a Secretari General.